# Torntap
Torntap eller Processus spinosus er ryghvirvlernes torntappe, som prominerer bagud og nedad (i varierende grad) og tydeligt kan palperes gennem huden; særlig prominerende er torntappen på 7. halshvirvel, som derfor kaldes vertebra prominens.